# فرودگاه ماسنیا
فرودگاه ماسنیا (به انگلیسی: Massenya Airport) یک فرودگاه همگانی است . این فرودگاه در کشور چاد قرار دارد .